# Oinomaos (König von Pisa)

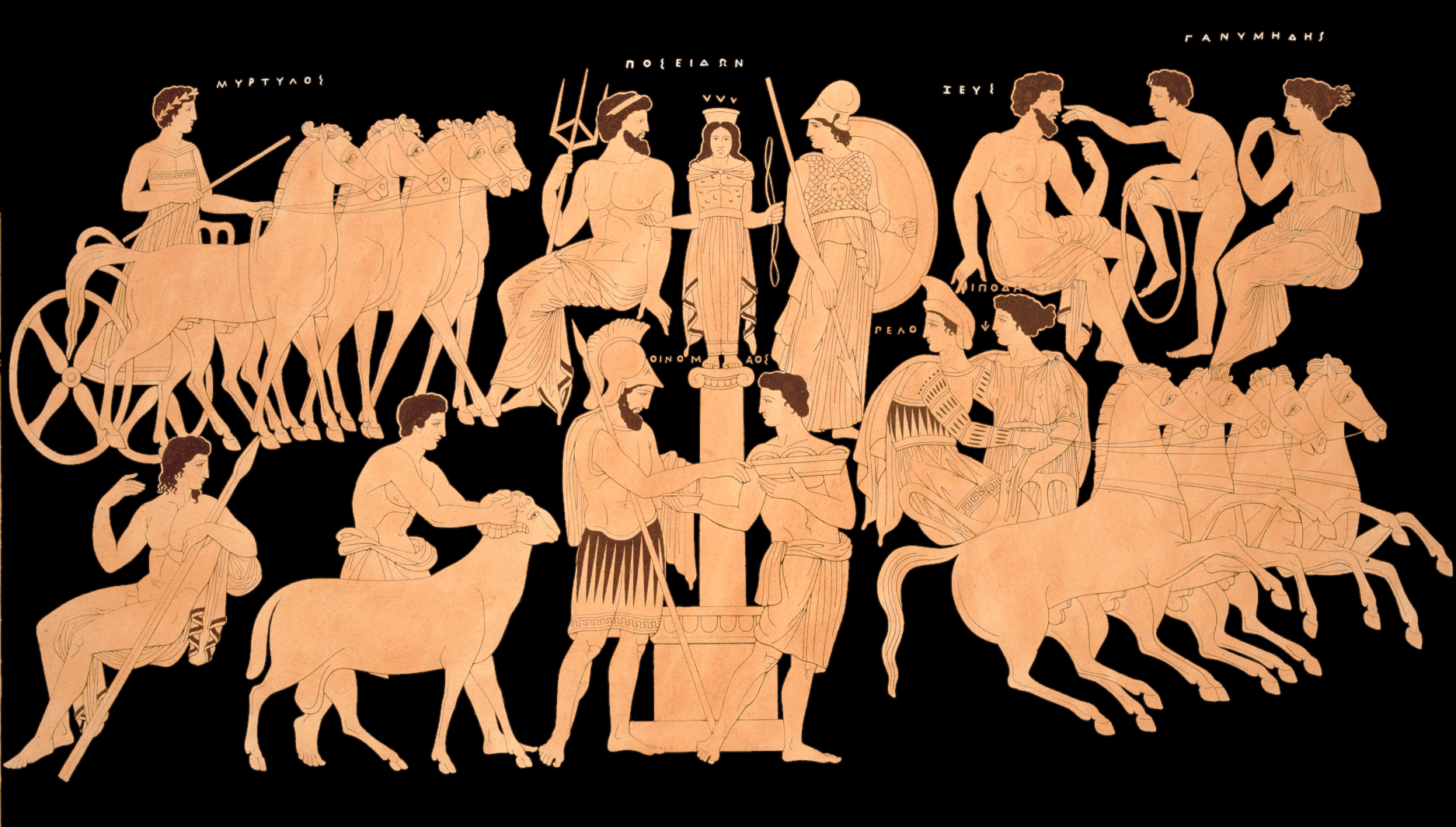
König Oinomaos, Hippodamia und olympische Götter (Darstellung auf einer attisch-rotfigurigen Vase in Neapel)

Oinomaos (altgriechisch Οἰνόμαος Oinómaos, lateinisch Oenomaus) war in der griechischen Mythologie König von Pisa und Sohn des Gottes Ares und der Harpina, Tochter des Flussgottes Asopos, oder der Eurythoe oder der Pleiade Sterope.
Seine Tochter Hippodameia war eine wunderschöne Frau und daher sehr begehrt. Allerdings wurde ihrem Vater von einem Orakel geweissagt, dass der Mann, der seine Tochter heiraten wird, auch sein Mörder sein werde. Daher verlangte er von jedem, der um die Hand seiner Tochter anhielt, dass er sich auf ein Wagenrennen von Pisa bis Korinth mit ihm einließ. Der Sieger sollte Hippodameia bekommen, der Verlierer den Tod.
Oinomaos konnte sich bei diesen Rennen völlig auf seine ihm von seinem Vater Ares geschenkten windschnellen Pferde und seinen Wagenlenker Myrtilos verlassen. Bei jedem Rennen ließ er seinen Gegner vorausfahren und opferte Zeus in Ruhe einen Widder. Nach diesem Opfer holte er seine Gegner ein und tötete sie, indem er ihnen einen Speer in den Rücken warf. Auf diese Weise kamen 13 Freier zu Tode (nach anderen Angaben zwölf). Der nächste, Pelops, Sohn des Tantalos, war ein Günstling des Poseidon und schaffte es, entweder mit dessen Hilfe oder durch Sabotage des Myrtilos, Oinomaos zu besiegen. Auf diese Weise wurde Pelops zum König und später eine Halbinsel im Süden Griechenlands ihm zu Ehren Peloponnes genannt.

## Bildliche Darstellungen
Die Szene vor Beginn der Wettfahrt stellen die Skulpturen im Ostgiebel des Zeustempels von Olympia dar.